# Đội tuyển bóng đá U-17 quốc gia Tây Ban Nha
Đội tuyển bóng đá U-17 quốc gia Tây Ban Nha (tiếng Tây Ban Nha: Spain national under-17 football team) được đại diện Tây Ban Nha trong bóng đá quốc tế tại cấp độ tuổi này và được kiểm soát bởi Liên đoàn bóng đá Hoàng gia Tây Ban Nha, cơ quan quản lý bóng đá ở Tây Ban Nha.

## Kỷ lục giải thi đấu

### Kỷ lục giải vô địch bóng đá U-17 thế giới
| Năm     | Vòng                     | Vị trí                   | GP                       | T                        | H*                       | B                        | BT                       | BB                       |
| ------- | ------------------------ | ------------------------ | ------------------------ | ------------------------ | ------------------------ | ------------------------ | ------------------------ | ------------------------ |
| 1991    | Á quân                   | 2nd                      | 6                        | 4                        | 1                        | 1                        | 13                       | 5                        |
| 1993    | Không vượt qua vòng loại | Không vượt qua vòng loại | Không vượt qua vòng loại | Không vượt qua vòng loại | Không vượt qua vòng loại | Không vượt qua vòng loại | Không vượt qua vòng loại | Không vượt qua vòng loại |
| 1995    | Vòng bảng                | 13th                     | 3                        | 1                        | 1                        | 1                        | 4                        | 4                        |
| 1997    | Hạng ba                  | 3rd                      | 6                        | 5                        | 0                        | 1                        | 22                       | 6                        |
| 1999    | Vòng bảng                | 11th                     | 3                        | 1                        | 1                        | 1                        | 7                        | 2                        |
| 2001    | Vòng bảng                | 13th                     | 3                        | 1                        | 0                        | 2                        | 4                        | 6                        |
| 2003    | Á quân                   | 2nd                      | 6                        | 4                        | 1                        | 1                        | 16                       | 10                       |
| 2005    | Không vượt qua vòng loại | Không vượt qua vòng loại | Không vượt qua vòng loại | Không vượt qua vòng loại | Không vượt qua vòng loại | Không vượt qua vòng loại | Không vượt qua vòng loại | Không vượt qua vòng loại |
| 2007    | Á quân                   | 2nd                      | 7                        | 4                        | 3                        | 0                        | 13                       | 6                        |
| 2009    | Hạng ba                  | 3rd                      | 7                        | 5                        | 1                        | 1                        | 18                       | 10                       |
| 2011    | Không vượt qua vòng loại | Không vượt qua vòng loại | Không vượt qua vòng loại | Không vượt qua vòng loại | Không vượt qua vòng loại | Không vượt qua vòng loại | Không vượt qua vòng loại | Không vượt qua vòng loại |
| 2013    | Không vượt qua vòng loại | Không vượt qua vòng loại | Không vượt qua vòng loại | Không vượt qua vòng loại | Không vượt qua vòng loại | Không vượt qua vòng loại | Không vượt qua vòng loại | Không vượt qua vòng loại |
| 2015    | Không vượt qua vòng loại | Không vượt qua vòng loại | Không vượt qua vòng loại | Không vượt qua vòng loại | Không vượt qua vòng loại | Không vượt qua vòng loại | Không vượt qua vòng loại | Không vượt qua vòng loại |
| 2017    | Á quân                   | 2nd                      | 7                        | 5                        | 0                        | 2                        | 17                       | 10                       |
| 2019    | Tứ kết                   | 6th                      | 5                        | 3                        | 1                        | 1                        | 10                       | 8                        |
| 2023    | Tứ kết                   | 5th                      | 5                        | 3                        | 1                        | 1                        | 7                        | 4                        |
| Tổng số | 10/16                    | 4th                      | 58                       | 36                       | 10                       | 12                       | 131                      | 71                       |

### Kỷ lục giải vô địch bóng đá U-17 châu Âu
| Năm     | Vòng          | GP            | T             | H*            | B             | BT            | BB            |               |
| ------- | ------------- | ------------- | ------------- | ------------- | ------------- | ------------- | ------------- | ------------- |
| 2002    | Hạng tư       | 8             | 5             | 2             | 1             | 21            | 11            |               |
| 2003    | Á quân        | 8             | 5             | 2             | 1             | 21            | 9             |               |
| 2004    | Á quân        | 8             | 5             | 1             | 2             | 19            | 7             |               |
| 2005    | Vòng tròn     | 3             | 2             | 1             | 0             | 3             | 1             |               |
| 2006    | Hạng ba       | 8             | 5             | 2             | 1             | 19            | 5             |               |
| 2007    | Vô địch       | 8             | 6             | 2             | 0             | 12            | 3             |               |
| 2008    | Vô địch       | 11            | 8             | 3             | 0             | 29            | 9             |               |
| 2009    | Vòng bảng     | 9             | 4             | 5             | 0             | 14            | 4             |               |
| 2010    | Á quân        | 11            | 9             | 0             | 2             | 37            | 7             |               |
| 2011    | Vòng tròn     | 6             | 5             | 0             | 1             | 18            | 6             |               |
| 2012    | Vòng tròn     | 6             | 4             | 2             | 0             | 17            | 4             |               |
| 2013    | Vòng tròn     | 6             | 3             | 0             | 3             | 9             | 8             |               |
| 2014    | Vòng tròn     | 6             | 4             | 1             | 1             | 8             | 2             |               |
| 2015    | Tứ kết        | 11            | 5             | 6             | 0             | 14            | 5             |               |
| 2016    | Á quân        | 12            | 8             | 4             | 0             | 18            | 6             |               |
| 2017    | Vô địch       | 12            | 8             | 3             | 1             | 30            | 9             |               |
| 2018    | Tứ kết        | 10            | 5             | 3             | 2             | 16            | 8             |               |
| 2019    | Bán kết       | 11            | 8             | 1             | 2             | 20            | 6             |               |
| 2022    | Tứ kết        | 4             | 2             | 1             | 1             | 6             | 3             |               |
| 2023    | Bán kết       | 5             | 3             | 1             | 1             | 10            | 6             |               |
| 2024    | chưa xác định | chưa xác định | chưa xác định | chưa xác định | chưa xác định | chưa xác định | chưa xác định | chưa xác định |
| Tổng số | 15/21         | 161           | 103           | 40            | 19            | 341           | 119           |               |

*Biểu thị bốc thăm bao gồm các trận đấu loại trực tiếp được quyết định trên đá loại sút phạt đền.
- Màu nền vàng chỉ ra chung cuộc vị trí thứ nhất. Màu nền bạc chỉ ra chung cuộc vị trí thứ hai. Màu nền đồng chỉ ra chung cuộc vị trí thứ ba.

## Giải thưởng cá nhân
Ngoài ra đội tuyển chiến thắng, các cầu thủ Tây Ban Nha đã giành được các giải thưởng cá nhân tại Giải vô địch bóng đá U-17 châu Âu.
| Năm  | Cầu thủ vàng  |
| 2004 | Cesc Fàbregas |
| 2007 | Bojan         |
| ---- | ------------- |

Ngoài ra đội tuyển chiến thắng, các cầu thủ Tây Ban Nha đã giành được các giải thưởng cá nhân tại Giải vô địch bóng đá U-17 thế giới.
| Năm  | Cầu thủ vàng      | Chiếc giày vàng        |
| 1997 | Sergio Santamaría | David Rodríguez Fraile |
| 2003 | Cesc Fàbregas     | Cesc Fàbregas          |
| 2009 |                   | Borja Bastón           |
| ---- | ----------------- | ---------------------- |

## Kỷ lục cầu thủ

### Lần tham dự hàng đầu
| Hạng | Cầu thủ         | Câu lạc bộ      | Các năm   | Khoác áo U-17 |
| ---- | --------------- | --------------- | --------- | ------------- |
| 1    | Abel Ruiz       | Barcelona       | 2015–2017 | 31            |
| 2    | Ignacio Camacho | Atlético Madrid | 2006–2007 | 25            |
| 3    | Albert Dalmau   | Barcelona       | 2008–2009 | 23            |
| 4    | Borja González  | Atlético Madrid | 2008–2009 | 22            |
| 5    | Isco            | Valencia        | 2008–2009 | 21            |
|      | Javi García     | Real Madrid     | 2003–2005 | 21            |
|      | Jaime Gavilán   | Valencia        | 2001–2003 | 21            |
|      | Koke            | Atlético Madrid | 2008–2009 | 21            |
|      | David Rodríguez | Atlético Madrid | 2002–2003 | 21            |
| 10   | Gerard Deulofeu | Barcelona       | 2009–2011 | 20            |
|      | Bojan           | Barcelona       | 2006–2007 | 20            |
|      | Iker Muniain    | Athletic Bilbao | 2008–2009 | 20            |
|      | Pablo Sarabia   | Real Madrid     | 2008–2009 | 20            |
|      | David Silva     | Valencia        | 2002–2003 | 20            |

Ghi chú: Đại diện các câu lạc bộ cho các câu lạc bộ thường xuyên trong khi thời gian của cầu thủ trong độ 17 tuổi.

### Cầu thủ ghi bàn hàng đầu
| Hạng | Cầu thủ          | Câu lạc bộ      | Các năm   | Bàn thắng U-17 |
| ---- | ---------------- | --------------- | --------- | -------------- |
| 1    | Abel Ruiz        | Barcelona       | 2015–2017 | 22             |
| 2    | Jonathan Soriano | Espanyol        | 2001–2003 | 18             |
| 3    | Bojan            | Barcelona       | 2006–2007 | 16             |
| 4    | Paco Alcácer     | Valencia        | 2009–2010 | 15             |
| 5    | David Rodríguez  | Atlético Madrid | 2002–2003 | 13             |
| 6    | Borja González   | Atlético Madrid | 2008–2009 | 12             |
|      | Roberto Soldado  | Real Madrid     | 2001–2003 | 12             |
| 8    | Jaime Gavilán    | Valencia        | 2001–2003 | 10             |
| 9    | Sandro           | Barcelona       | 2011–2012 | 9              |

Ghi chú: Đại diện các câu lạc bộ cho các câu lạc bộ thường xuyên trong khi thời gian của cầu thủ trong độ 17 tuổi.

## Đội hình hiện tại
- Dưới đây các cầu thủ đã được gọi lên để tham gia vào Giải vô địch bóng đá U-17 thế giới 2017[1]

*Xin lưu ý một vài các cầu thủ này chơi cho đội tuyển dự bị các câu lạc bộ của họ.
Huấn luyện viên trưởng:  Santiago Denia
| 1  | TM | Álvaro Fernández  | 10 tháng 4, 2000  | Málaga          |  |  |
| 13 | TM | Marc Vidal        | 14 tháng 2, 2000  | Villarreal      |  |  |
| 21 | TM | Alfonso Vacas     | 4 tháng 10, 2000  | Sevilla         |  |  |
|    |    |                   |                   |                 |  |  |
| 2  | HV | Mateu Morey       | 2 tháng 3, 2000   | Barcelona       |  |  |
| 3  | HV | Juan Miranda      | 19 tháng 1, 2000  | Barcelona       |  |  |
| 4  | HV | Hugo Guillamón    | 31 tháng 1, 2000  | Valencia        |  |  |
| 5  | HV | Víctor Chust      | 5 tháng 3, 2000   | Real Madrid     |  |  |
| 15 | HV | Eric García       | 9 tháng 1, 2001   | Manchester City |  |  |
| 16 | HV | Diego Pampín      | 15 tháng 3, 2000  | Celta Vigo      |  |  |
| 20 | HV | Víctor Gómez      | 1 tháng 4, 2000   | Espanyol        |  |  |
|    |    |                   |                   |                 |  |  |
| 6  | TV | Antonio Blanco    | 23 tháng 7, 2000  | Real Madrid     |  |  |
| 8  | TV | Mohamed Moukhliss | 6 tháng 2, 2000   | Real Madrid     |  |  |
| 14 | TV | Álvaro García     | 1 tháng 6, 2000   | Albacete        |  |  |
| 18 | TV | César Gelabert    | 31 tháng 10, 2000 | Real Madrid     |  |  |
| 19 | TV | Carlos Beitia     | 15 tháng 2, 2000  | Villarreal      |  |  |
|    |    |                   |                   |                 |  |  |
| 7  | TĐ | Ferran Torres     | 29 tháng 2, 2000  | Valencia        |  |  |
| 9  | TĐ | Abel Ruiz         | 28 tháng 1, 2000  | Barcelona       |  |  |
| 10 | TĐ | Sergio Gómez      | 4 tháng 9, 2000   | Barcelona       |  |  |
| 11 | TĐ | Nacho Díaz        | 27 tháng 6, 2000  | Villarreal      |  |  |
| 12 | TĐ | Pedro Ruiz        | 30 tháng 3, 2000  | Real Madrid     |  |  |
| 17 | TĐ | José Alonso Lara  | 7 tháng 3, 2000   | Sevilla         |  |  |

## Cựu đội hình
- Đội hình giải vô địch bóng đá U-17 thế giới 2009 - Tây Ban Nha
- Đội hình giải vô địch bóng đá U-17 thế giới 2007 - Tây Ban Nha
- Đội hình giải vô địch bóng đá U-17 thế giới 2003 - Tây Ban Nha
- Đội hình giải vô địch bóng đá U-17 thế giới 2001 - Tây Ban Nha
- Đội hình giải vô địch bóng đá U-17 thế giới 1999 - Tây Ban Nha
- Đội hình giải vô địch bóng đá U-17 thế giới 1997 - Tây Ban Nha
- Đội hình giải vô địch bóng đá U-17 thế giới 1995 - Tây Ban Nha
- Đội hình giải vô địch bóng đá U-17 thế giới 1991 - Tây Ban Nha
- Đội hình giải vô địch bóng đá U-17 châu Âu 2017 - Tây Ban Nha
- Đội hình giải vô địch bóng đá U-17 châu Âu 2016 - Tây Ban Nha
- Đội hình giải vô địch bóng đá U-17 châu Âu 2015 - Tây Ban Nha
- Đội hình giải vô địch bóng đá U-17 châu Âu 2010 - Tây Ban Nha
- Đội hình giải vô địch bóng đá U-17 châu Âu 2009 - Tây Ban Nha
- Đội hình giải vô địch bóng đá U-17 châu Âu 2008 - Tây Ban Nha
- Đội hình giải vô địch bóng đá U-17 châu Âu 2007 - Tây Ban Nha
- Đội hình giải vô địch bóng đá U-17 châu Âu 2006 - Tây Ban Nha
- Đội hình giải vô địch bóng đá U-17 châu Âu 2004 - Tây Ban Nha
- Đội hình giải vô địch bóng đá U-17 châu Âu 2003 - Tây Ban Nha
- Đội hình giải vô địch bóng đá U-17 châu Âu 2002 - Tây Ban Nha